# Pseudodiaptomus nansei
Pseudodiaptomus nansei is een eenoogkreeftjessoort uit de familie van de Pseudodiaptomidae. De wetenschappelijke naam van de soort is voor het eerst geldig gepubliceerd in 2010 door Sakaguchi & Ueda.